# زمین‌لرزه بولیوی
زمین‌لرزه بولیوی ممکن است به یکی از موارد زیر اشاره داشته باشد:
- زمین‌لرزه ۱۹۹۴ بولیوی
- زمین‌لرزه ۱۹۹۸ بولیوی